# Sloanea kuhlmannii
Sloanea kuhlmannii là một loài thực vật có hoa trong họ Côm. Loài này được Ducke miêu tả khoa học đầu tiên năm 1935.